# Navoloki
Navoloki (rusky Наволоки) jsou město v Ivanovské oblasti v Ruské federaci. Při sčítání lidu v roce 2010 měly přes deset tisíc obyvatel.

## Poloha a doprava
Navoloki leží na jižním, pravém břehu Gorkovské přehradní nádrže na Volze. Od Ivanova, správního střediska oblasti, jsou vzdáleny přibližně 120 kilometrů severovýchodně, a od Kiněšmy, správního střediska Kiněšemského rajónu, do kterého spadají, jen přibližně deset kilometrů severozápadně.

## Dějiny
Sídlo zde vzniklo v osmdesátých letech devatenáctého století v souvislosti se stavbou textilky.
Od roku 1938 jsou Navoloki městem.